# Videografia de Destiny's Child

## Álbuns de vídeo

### Ao vivo
| 2003                                         | World Tour - Lançamento:3 de Dezembro de 2003 - Distribuidora: Columbia/Sony Music - Formato: DVD    | 3 | —  | —  | 5 | — | — | — | — |  | - FRA: Ouro    |
| 2006                                         | Live in Atlanta - Lançamento:28 de Março de 2006 - Distribuidora: Columbia/Sony Music - Formato: DVD | 1 | 11 | 10 | 4 | 5 | — | — | — |  | - EUA: Platina |
| "—" Não entrou na tabela musical deste país. | |   |    |    |   |   |   |   |   |  |                |

### Videoclipes
| 2001                                         | The Platinum's on the Wall - Lançamento:20 de Fevereiro de 2001 - Distribuidora: Columbia/Sony Music - Formato: DVD        | 17 | — | — | — | — | — | — | — |  | - EUA: Ouro |
| 2013                                         | Destiny's Child Video Anthology - Lançamento:31 de maio de 2013 - Distribuidora:Columbia/Legacy/Music World - Formato: DVD |    | — | — | — | — | — | — | — |  |             |
| "—" Não entrou na tabela musical deste país. | |    |   |   |   |   |   |   |   |  |             |

### Videos singles
| 2001                                                                                | Survivor - Lançamento:20 de Fevereiro de 2001 - Distribuidora: Columbia/Sony Music - Formato: DVD | 9 | — | — | — | — | — | — | — |  | - EUA: Ouro |
| "—" Não entrou na tabela musical deste país. "†" Lançado apenas nos Estados Unidos. |                                                                                                   |   |   |   |   |   |   |   |   |  |             |

## Vídeos musicais
| Ano                             | Canção                                                                         | Diretor                           |
| ------------------------------- | ------------------------------------------------------------------------------ | --------------------------------- |
| 1997                            | "No, No, No" (Part II) com Wyclef Jean                                         | Darren Grant                      |
| 1998                            | "No, No, No" (Part I)                                                          | Darren Grant                      |
| 1998                            | "With Me" (Part I) com Jermaine Dupri                                          | Darren Grant                      |
| 1998                            | "Get on the Bus" com Timbaland                                                 | Earle Sebastian                   |
| 1999                            | "Bills, Bills, Bills"                                                          | Darren Grant                      |
| 1999                            | "Bug a Boo"                                                                    | Darren Grant                      |
| 1999                            | "Bug a Boo" (Refugee Camp Remix) com Wyclef Jean                               | Darren Grant                      |
| 2000                            | "Say My Name"                                                                  | Joseph Kahn                       |
| 2000                            | "Jumpin', Jumpin'"                                                             | Joseph Kahn                       |
| 2000                            | "Jumpin', Jumpin'" (So So Def Remix) com Jermaine Dupri, Da Brat & Lil Bow Wow | Joseph Kahn                       |
| 2000                            | "Independent Women" (Part I)                                                   | Francis Lawrence                  |
| 2001                            | "Survivor"                                                                     | Darren Grant                      |
| 2001                            | "Survivor" (Remix) com Da Brat                                                 | Darren Grant                      |
| 2001                            | "Bootylicious"                                                                 | Matthew Rolston                   |
| 2001                            | "Bootylicious" (Rockwilder Remix) com Missy Elliott                            | Little X                          |
| 2001                            | "Emotion"                                                                      | Francis Lawrence                  |
| 2001                            | "8 Days of Christmas"                                                          | Sanaa Hamri                       |
| 2002                            | "Nasty Girl"                                                                   | Sanaa Hamri                       |
| 2004                            | "Lose My Breath"                                                               | Marc Klasfeld (como Alan Smithee) |
| 2004                            | "Soldier" com T.I. & Lil Wayne                                                 | Ray Kay                           |
| 2004                            | "Rudolph the Red-Nosed Reindeer"                                               | Jesse Rosensweet                  |
| 2005                            | "Girl"                                                                         | Bryan Barber                      |
| 2005                            | "Cater 2 U"                                                                    | Jake Nava                         |
| 2005                            | "Stand Up for Love" (2005 World Children's Day Anthem)                         | Matthew Rolston                   |
| Colaborações em vídeos musicais |                                                                                |                                   |
| 2001                            | "What's Going On"                                                              | Jake Scott                        |
| 2001                            | "What's Going On" (Blinfold Version)                                           | Jake Scott                        |